# Municipalité de Pagėgiai
La municipalité de Pagėgiai (en lituanien : Pagėgių savivaldybė) est l'une des soixante municipalités de Lituanie. Son chef-lieu est Pagėgiai.

## Seniūnijos de la municipalité de Pagėgiai

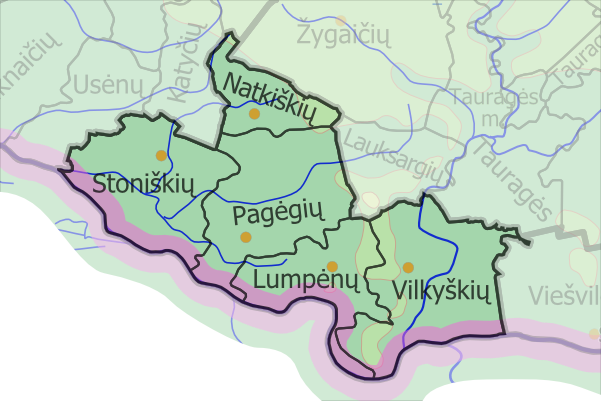
Seniūnijos de la municipalité de Pagėgiai.

- Lumpėnų seniūnija (Lumpėnai)
- Natkiškių seniūnija (Natkiškiai)
- Pagėgių seniūnija (Pagėgiai)
- Stoniškių seniūnija (Stoniškiai)
- Vilkyškių seniūnija (Vilkyškiai)